# Zahajki (Biała Podlaska)
Pour les articles homonymes, voir Zahajki.
Zahajki (prononciation : [zaˈxai̯kʲi]) est un village polonais de la gmina de Drelów dans le powiat de Biała Podlaska de la voïvodie de Lublin dans l'est de la Pologne.
Il se situe à environ 5 kilomètres à l'ouest de Drelów (siège de la gmina), 24 kilomètres au sud-ouest de Biała Podlaska (siège du powiat) et 78 kilomètres au nord de Lublin (capitale de la voïvodie).
Le village comptait approximativement une population de 321 habitants en 2013.

## Histoire
De 1975 à 1998, le village est attaché administrativement à la voïvodie de Biała Podlaska.

Depuis 1999, il fait partie de la voïvodie de Lublin.